# 이리떼 전술
이리떼 전술 또는 울프팩 전술, 울프팩(Wolfpack)은 제2차 세계 대전(대서양 전투) 기간에 나치 독일의 해군력인 전쟁해군의 유보트들이 연합국 호송선단에게 행했던 대규모 공격 전술이자 태평양 전쟁 기간 미국 해군의 잠수함들이 일본 함선에게 사용했던 공격 전술이다.

## 독일군 잠수함

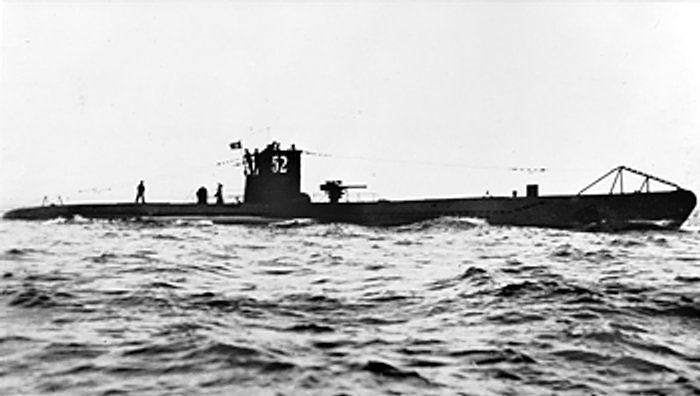
독일 잠수함 U-52 (1939년)(de)

카를 되니츠는 잠수함전에 대해서 자신의 전술을 "Rudeltaktik"이라 불렀는데, 이를 "tactics of a (Wolf)pack" 그리고 (늑대) 무리 전술로 의역할 수 있다.

### 전술
유보트들의 움직임은 잠수정단 지휘관 카를 되니츠가 지휘했고, 미국 잠수함들 보다 훨씬 많은 독립성을 부여함으로써 민첩하게 순찰할 수 있었다. 따라서, 유보트들은 보통 단독으로 순찰하며 호송선단이 자주 지나가는 경로(취약한 상선 및 소규모 구축함)에서 서로 조율했다. 이들은 호송선단을 발견하면 이를 잠수정단 지휘관에게 보고하고 경보를 발하여  주변의 많은 유보트들이 집합적으로 공격했다. 종종 유보트들의 지휘관은 호송선단과 만난 이후 얼마나 많이 집합했는지 호출 신호를 확인했다. 예상되는 위협에 비해 집합 수량이 충분하다고 판단되면 즉시 공격했다.

### 대책

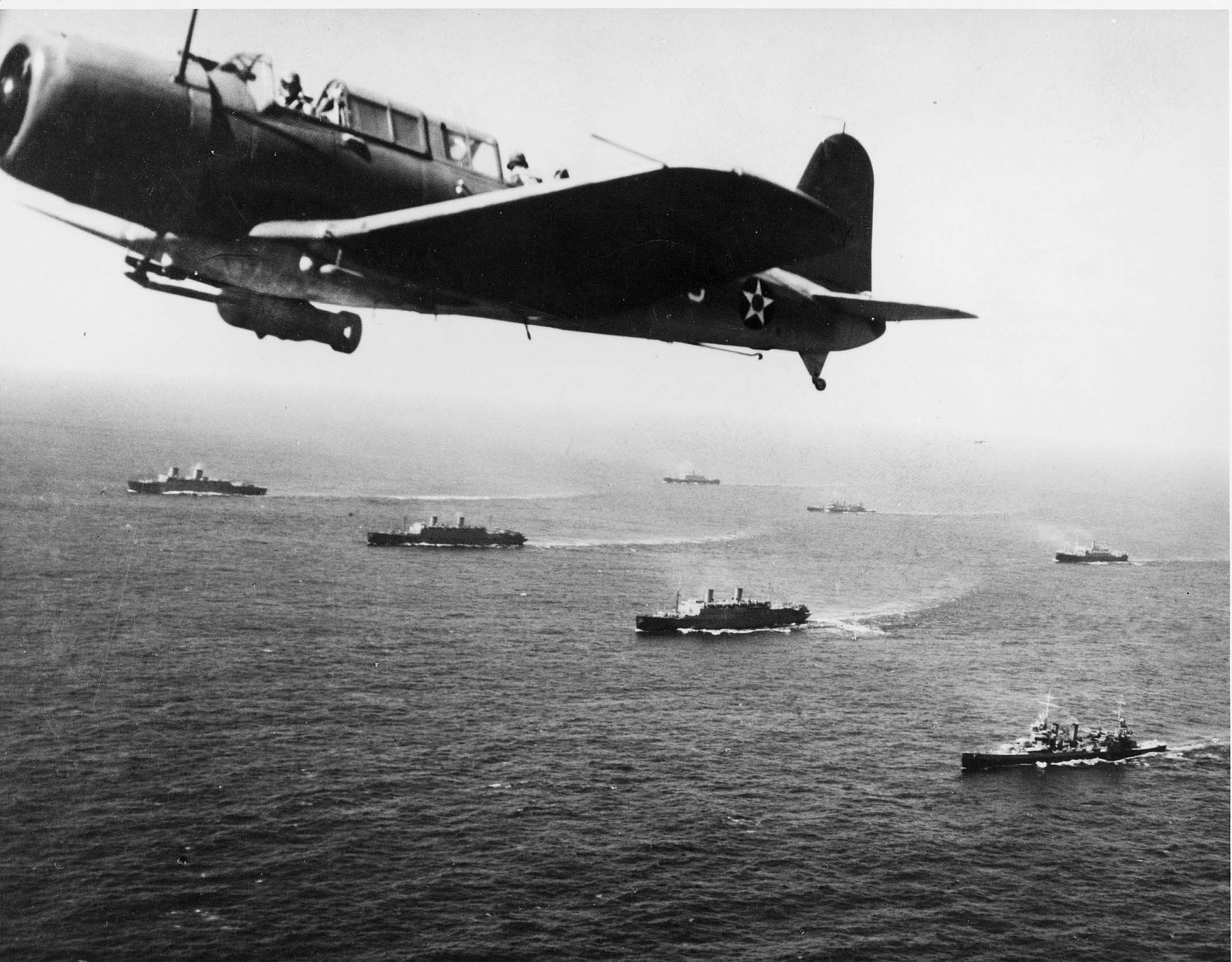
1941년 11월 호송함 및 대잠항공기.

비록, 이리떼 전술은 연합국 선박에 심각한 위협을 초래했지만 연합군은 자체적으로 유보트 조직을 막아내는 전술을 개발했다. 특히 중요한 사실은 이리떼 전술은 공격을 조정하기 위해 광범위한 라디오 통신이 필요하다는 것이었다. 유보트가 단파 방향 탐지기(HF/DF 또는 Huff-Duff)에 취약하다는 점을 이용하여 연합군 해군은 송신 위치의 유보트 위치를 알아내고 공격할 수 있었다. 또한, 효과적인 장거리 레이다 및 항공기를 이용한 대공권 지배, 호위항공모함 및 소형 비행선은 공격을 기다리는 유보트의 그림자를 발견하여 쉽게 위치를 찾아낼 수 있었다.

## 미군 잠수함

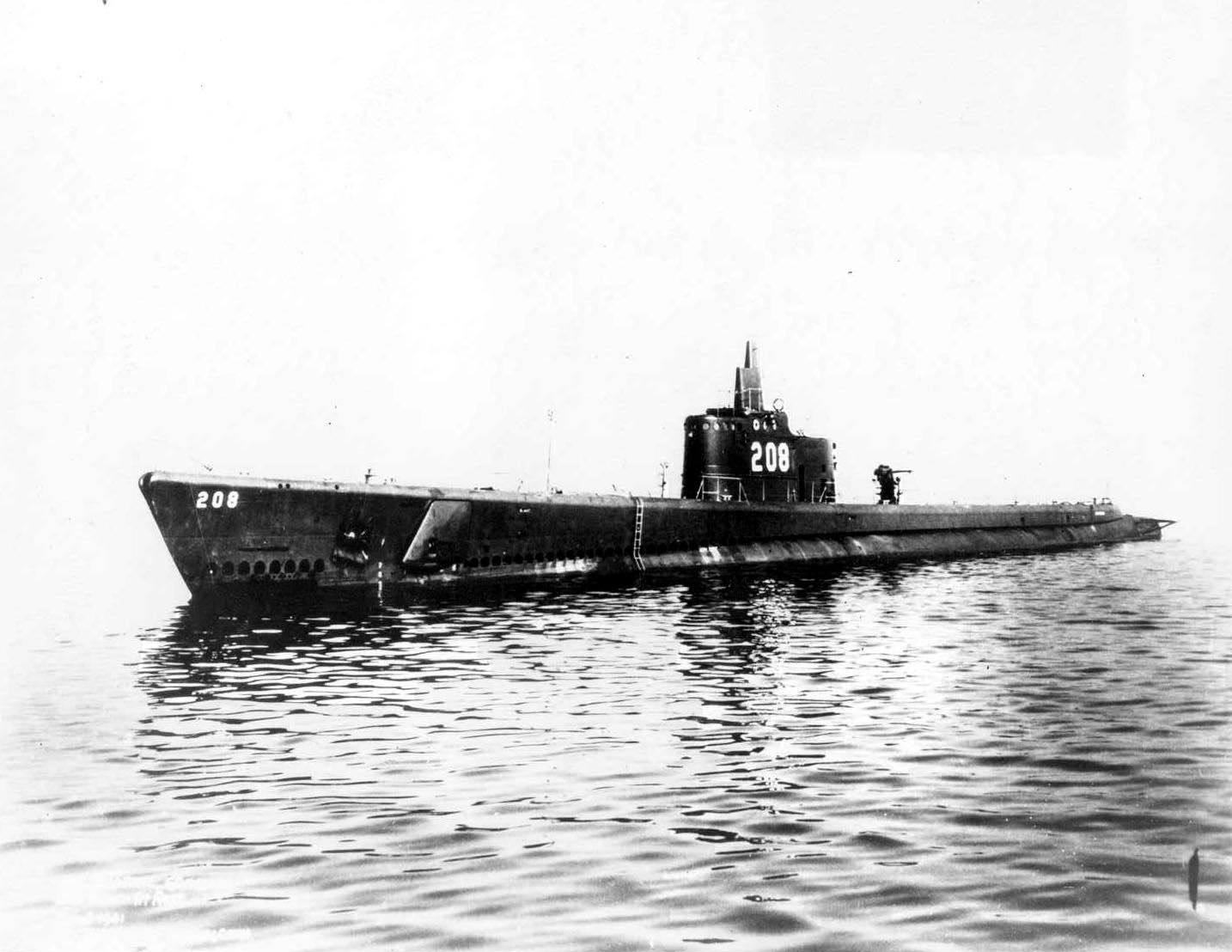
USS 그래이백

공식적으로 "협조된 공격군"이라 불리는 미군의 이리떼 전술은 3명의 수석 제독의 지배하에 항구를 떠나기 전 잠수함 3대로 조직된 순찰대를 구성하는 것이다. 찰스 몸센이 처음 고안한 전술은 미국 최초의 이리떼 전술이었다. 처음에는 USS 케로, USS 샤드, USS 그래이백으로 구성되었다. 1943년 10월 1일 미드웨이 지역에서 처음 사용되었다.

## 냉전
이리떼 전술은 냉전 시기 동안 사용이 급감하였다. 현대 잠수함은 제2차 세계 대전보다 훨씬 더 좋은 무기로 무장하고 수중 속도도 빠르기 때문에 더 이상 큰 무리를 지어서 운용할 필요가 없다. 대신, 미국 해군은 순양함대의 잠수함 1~2대를 제외한 개별 순찰대에 공격용 잠수함을 배치했다. 미국의 탄도 미사일 잠수함은 항상 홀로 운용하고 있다.

## 같이 보기
- 제2차 세계 대전의 울프팩 목록
- 호송선단 SC-7

## 참고 문헌
- Karl Dönitz, Memoirs: Ten Years and Twenty Days (New York: World Publishing Company, 1958)
- Peter Maas, The Terrible Hours: The Man Behind the Greatest Submarine Rescue in History (HarperCollins New York, 1999)
- E. B. Potter and Chester W. Nimitz, eds; Sea Power: A Naval History (Englewood Cliffs, N.J.: Prentice-Hall, 1960)